# الین اسکاری
الین اسکاری (۳۰ ژوئن ۱۹۴۶) جستارنویس آمریکایی و استاد زبان و ادبیات انگلیسی و آمریکایی است. او در دانشگاه هاروارد صاحب کرسی زیبایی‌شناسی است. اسکاری در کارش بر «نظریه بازنمایی»، «زبان درد فیزیکی» و ساختار کلامی و ماده سازی در هنر، علم و قانون متمرکز است. او پیشتر استاد ادبیات انگلیسی دانشگاه پرینستون بوده‌است. اسکاری جوایز بسیاری را به خاطر نوشته‌هایش از آن خود کرده، از جمله جایزه ترومن کاپوتی برای نقد ادبی.

## زندگی
او نویسنده بدن در درد است که به عنوان مطالعه ای قطعی در مورد درد و درد ناشی از ضربه بسیار شناخته شده‌است. او ادعا می‌کند که درد فیزیکی به تخریب و از بین رفتن جهان انسانی منجر می‌شود در حالیکه آفرینش انسانی در سوی دیگر این طیف به ساختن جهان منتهی می‌شود.
او در سال ۱۹۹۸ برای مجموعه سخنرانی‌های تنر پیرامون ارزشهای انسانی جستاری نوشت تحت عنوان در باب زیبایی و عادل بودن که در واقع جستجویی بود در باب کم ارج ساختن زیبایی در تمدن غربی طی قرن بیستم.
او در سال ۲۰۱۴ کتابی دربارهٔ «سلاح هسته ای نوشت» با عنوان «آنارشی گرماهسته ای» و در آن پیامدهای سیاسی شرم آور محدودکردن کنترل سلاح هسته ای و ایجاد قدرت انحصاری در مورد آن‌ها را نقد کرد.

## فرضیاتی در باب سقوط هواپیماها
او در سال ۱۹۹۸ در مقاله ای دربارهٔ سقوط پرواز تی دبیلو ۸۰۰ به امکان تداخل الکترومغناطیس به عنوان عامل این حادثه اشاره کرد. او این فرضیات را در مورد چند مورد سقوط دیگر هواپیمایی هم مطرح می‌کند.

## جوایز و افتخارات
- کمک‌هزینه گوگنهایم ۱۹۸۷
- جایزه نقد ادبی ترومن کاپوتی ۲۰۰۰
- عضو مجمع فیلسوفان آمریکا ۲۰۱۳
- دکتری افتخاری از دانشگاه اوپسالا ۲۰۱۸

## آثار
ترجمه شده به فارسی
- جستار «در باب زیبایی و عادل بودن» در کتاب نظریه‌های زیبایی‌شناسی، گردآوری مارک فاستر گیج، ترجمه احسان حنیف، تهران: کتاب فکرنو، ۱۳۹۹.

سایر نوشته‌ها
- نامگذاری نام، ۲۰۱۶.
- سلطه گرما هسته ای، ۲۰۱۴.
- اندیشیدن در وضعیت اضطرار، ۲۰۱۱.
- چه کسی از کشور دفاع کرد؟، ۲۰۰۳.
- رویاپردازی به کمک کتاب، ۱۹۹۹.
- بازنمایی مقاومت کننده، ۱۹۹۴.
- ادبیات و بدن، ۱۹۹۰
- بدن در درد، ۱۹۸۵.